# Nikolay Puzanov
Nikolaï Vassilievitch Pouzanov (en russe : Николай Васильевич Пузанов), né le 7 avril 1938 à Kychtym, en RSFS de Russie, et mort le 2 janvier 2008 à Saint-Pétersbourg, est un biathlète soviétique. Il est notamment champion olympique de relais en 1968 et vice-champion du monde de l'individuel en 1965.

## Biographie
Il fait ses débuts internationaux en 1962, où il est champion du monde par équipes avec Vladimir Melanin et Valentin Pshenitsyn. En 1965, il devient vice-champion du monde de l'individuel.
Il est deux fois champion soviétique de l'individuel en 1963 et 1967.
Aux Jeux olympiques d'hiver de 1968, il fait partie de l'équipe soviétique, première championne olympique de relais. Il y est aussi sixième de l'individuel.
Puzanov meurt en 2008 à Saint-Pétersbourg, où il enterré au Cimetière Serafimovski.

## Palmarès

### Jeux olympiques d'hiver
| Épreuve / Édition    | Individuel | Relais                           |
| -------------------- | ---------- | -------------------------------- |
| JO 1964 Innsbruck    | 10e        | Épreuve inexistante à cette date |
| JO 1960 Squaw Valley | 6e         | Or                               |

### Championnats du monde
- Championnats du monde 1962 à Hämeenlinna (Finlande) :
  -  Médaille d'or à la compétition par équipes.
- Championnats du monde 1965 à Elverum (Norvège) :
  -  Médaille d'argent à l'individuel.
  -  Médaille d'argent à la compétition par équipes.
- Championnats du monde 1967 à Altenberg (Allemagne de l'Est) :
  -  Médaille d'argent au relais 4 × 7,5 km.